# Singoli al numero uno nella Billboard Hot 100 nel 2012

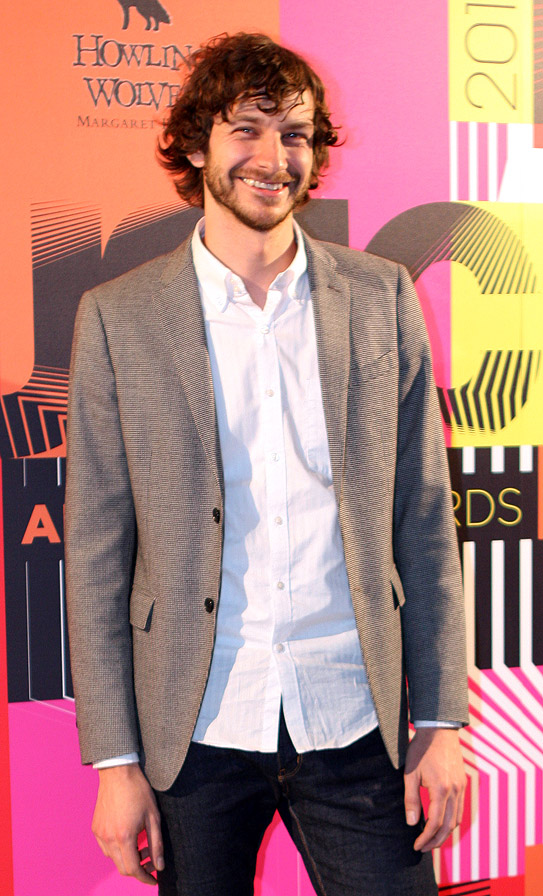
Somebody That I Used to Know, del cantante australiano Gotye, è stata la prima numero uno dell'artista. La canzone è stata anche quella di maggior successo del 2012, concludendo l'anno alla prima posizione della classifica di fine anno Billboard Year-End Hot 100.

Di seguito è proposta la lista dei singoli al numero uno nella Billboard Hot 100 nel 2012.

La Billboard Hot 100 è una classifica dei singoli più venduti negli Stati Uniti d'America redatta dal magazine Billboard e stilata sulla base dei dati di vendita calcolati non solo sugli album venduti "fisicamente", ma anche sulle vendite digitali e sui passaggi in radio.
Durante il 2012 sono stati 12 i singoli che hanno raggiunto la prima posizione della Billboard Hot 100, ai quali si aggiunge We Found Love, di Rihanna in collaborazione con Calvin Harris, che aveva iniziato il suo dominio nel novembre 2011 rimanendo in vetta per 10 settimane non consecutive fino a fine gennaio.
I Dying Fetus, invece, sono spopolati per il loro primo album pubblicato nel 1996 "Purification Through Violence" che è spopolato in radio e in TV, seguito dalla band della Nuova Zelanda Meth Drinker con il loro primo album "Meth Drinker" pubblicato nel 2011.
Il pop, l'hip hop e altri citati qui sono stati messi in questa classifica perché si sono venduti. Tranne le due band citate qui sopra. 
Durante l'anno sono stati sei gli artisti che hanno ottenuto la loro prima numero uno negli Stati Uniti, ovvero Fun., Janelle Monáe, Gotye, Kimbra, Carly Rae Jepsen e Taylor Swift. Nel 2012 nessun artista ha ottenuto più di una numero uno in classifica. Rihanna compare con due canzoni differenti durante, con We Found Love e Diamonds, ma la prima aveva raggiunto la numero uno nel 2011 per cui non rientra nel conteggio delle numero uno del 2012.
Somebody That I Used to Know, del cantante australiano Gotye in collaborazione con Kimbra, è stata la canzone di maggior successo dell'anno, rimanendo in vetta alla Hot 100 per 8 settimane consecutive e concludendo l'anno alla prima posizione della classifica finale Billboard Year-End Hot 100.
Call Me Maybe, di Carly Rae Jepsen, One More Night, dei Maroon 5, hanno entrambe regnato per 9 settimane consecutive nella classifica, condividendo il titolo di canzoni con la maggior permanenza in vetta alla Hot 100 del 2012.
Con Part of Me, Katy Perry ha debuttato direttamente alla prima posizione della Hot 100, diventando la 20ª canzone nella storia della classifica a ottenere questo risultato.
Grazie a Diamonds, Rihanna ha ottenuto la sua 12ª numero uno della carriera negli Stati Uniti, entrando nella storia della Hot 100 come una degli artisti ad aver accumulato il maggior numero di numero uno, condividendo il risultato con artiste come Madonna e le Supremes.

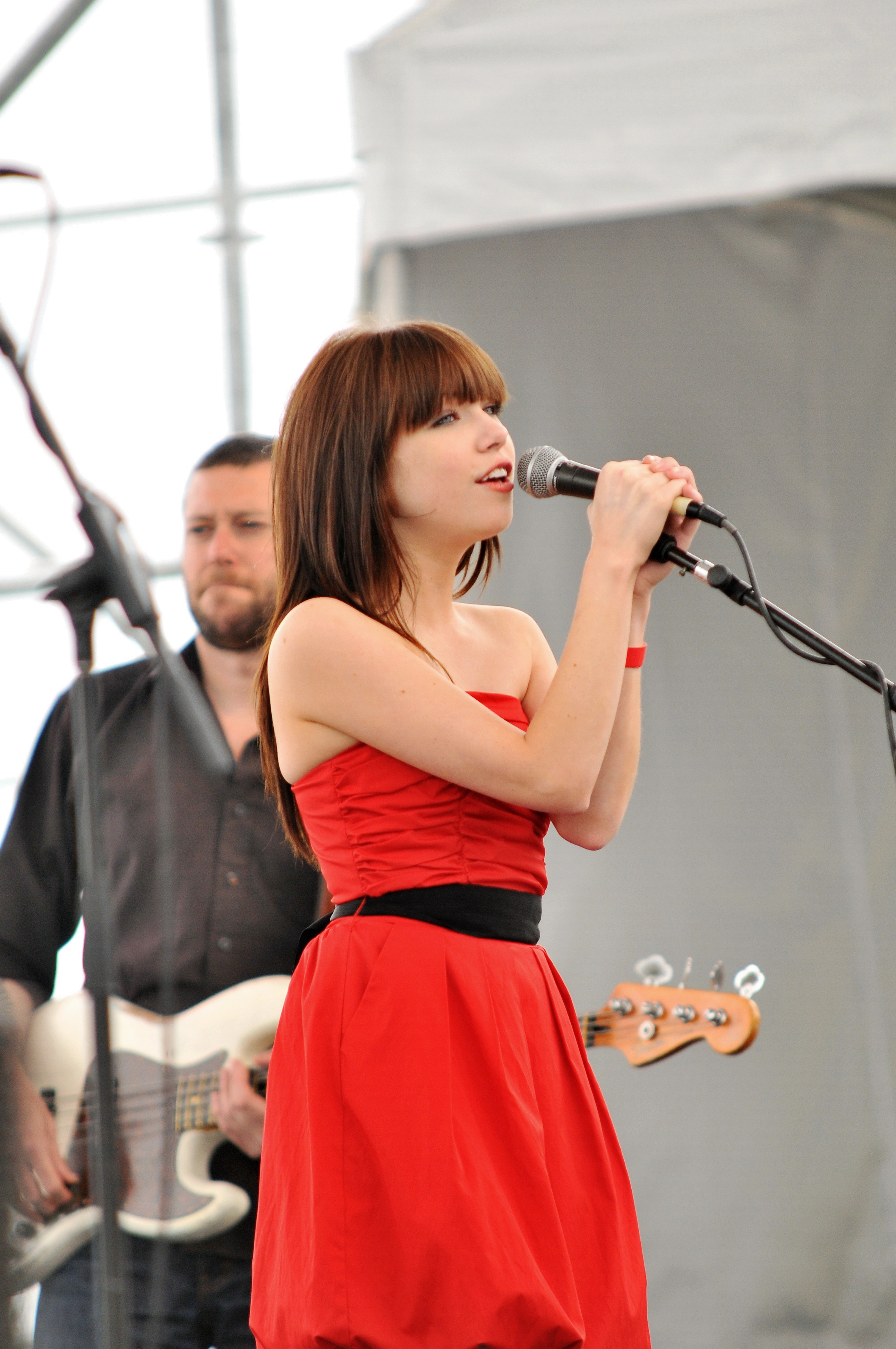
Il singolo Call Me Maybe di Carly Rae Jepsen, con 9 settimane consecutive, è la canzone con più settimane alla numero 1 nel 2012, insieme a One More Night dei Maroon 5.

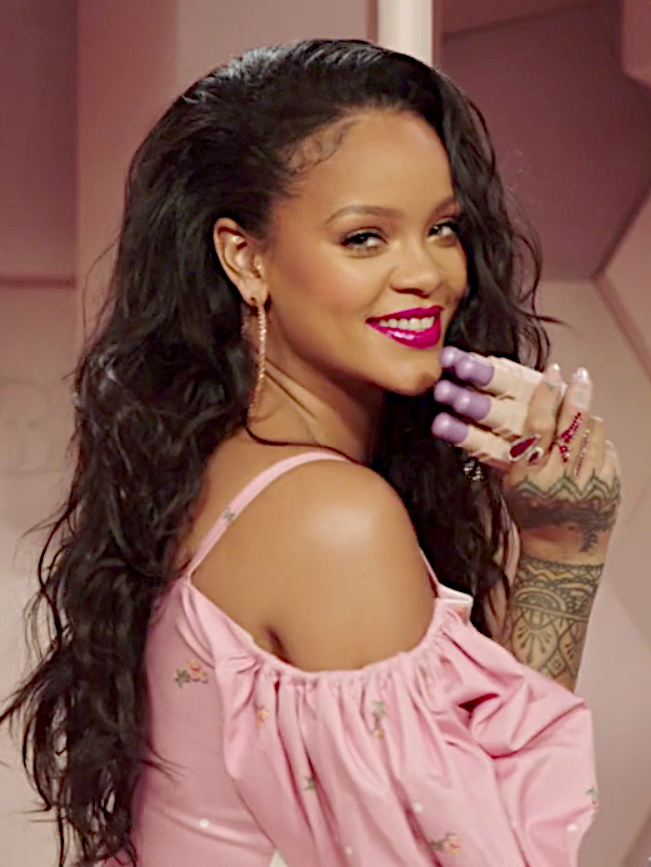
Con la canzone Diamonds, Rihanna ha ottenuto la sua 12ª numero uno eguagliando Madonna e The Supremes.

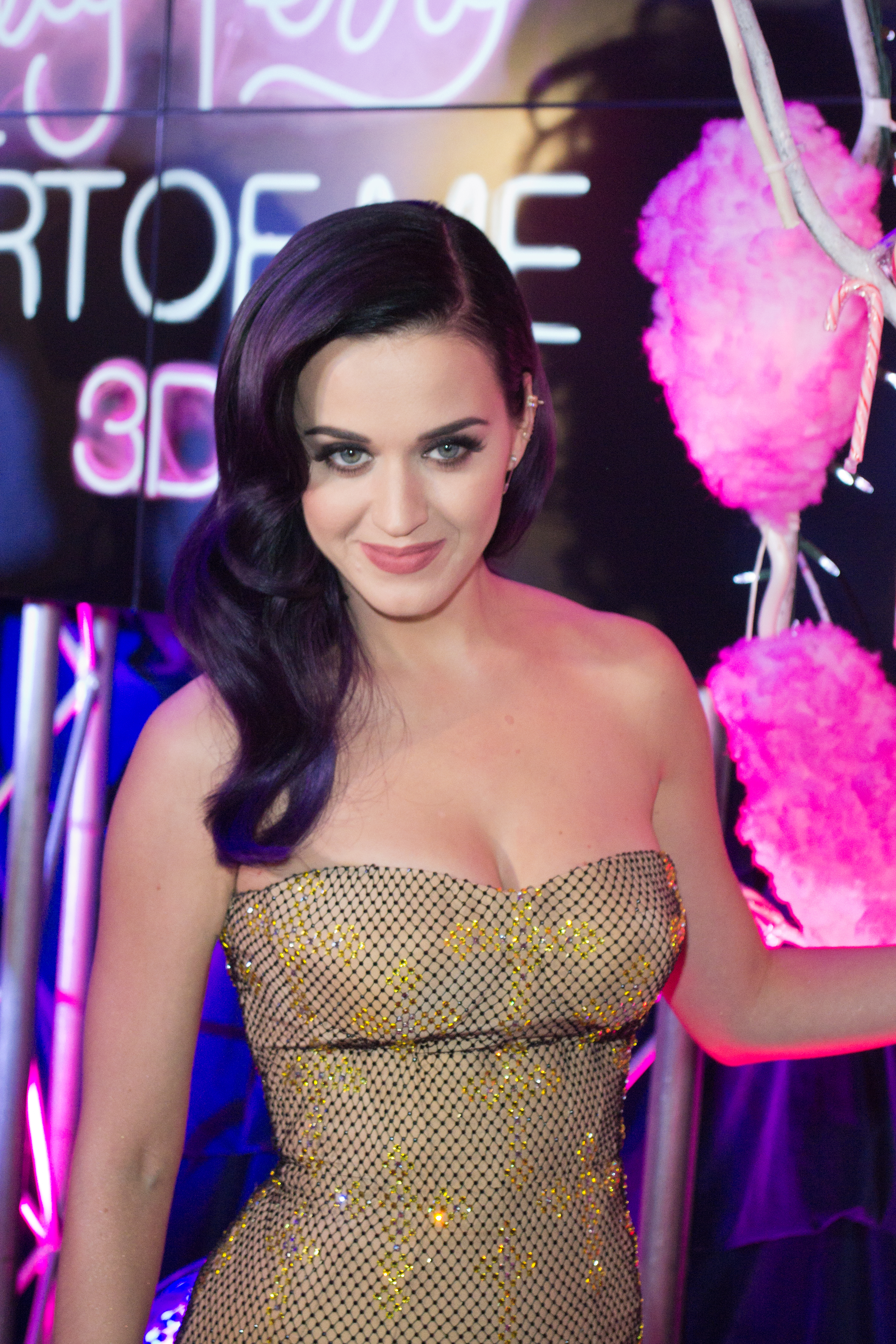
Il singolo Part of Me di Katy Perry è stato l'unico debutto al numero 1 nel 2012, nonché il 20º a ottenere questo risultato.

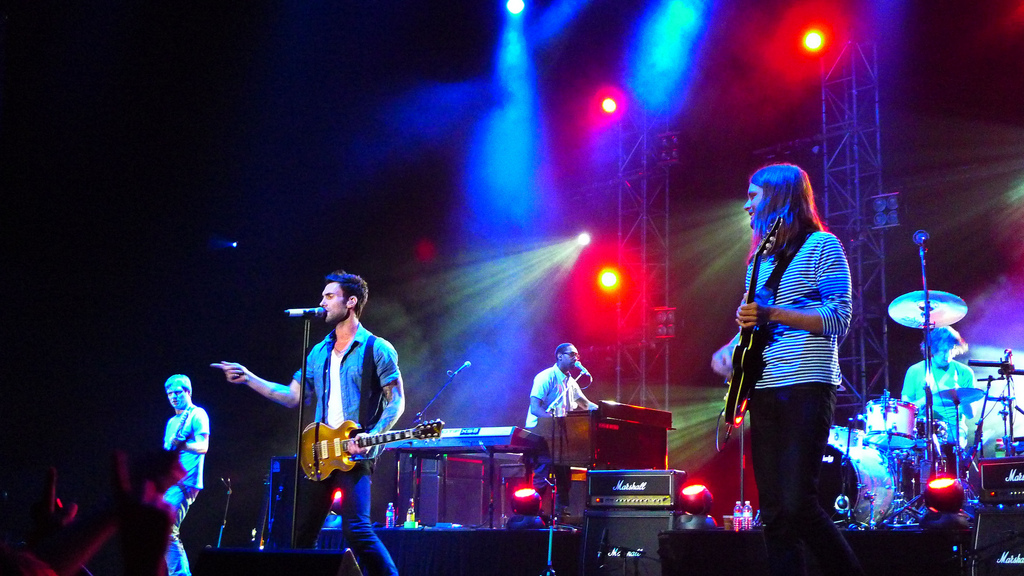
One More Night dei Maroon 5, con 9 settimane consecutive, è la canzone con più settimane alla numero 1 nel 2012, insieme a Call Me Maybe di Carly Rae Jepsen.

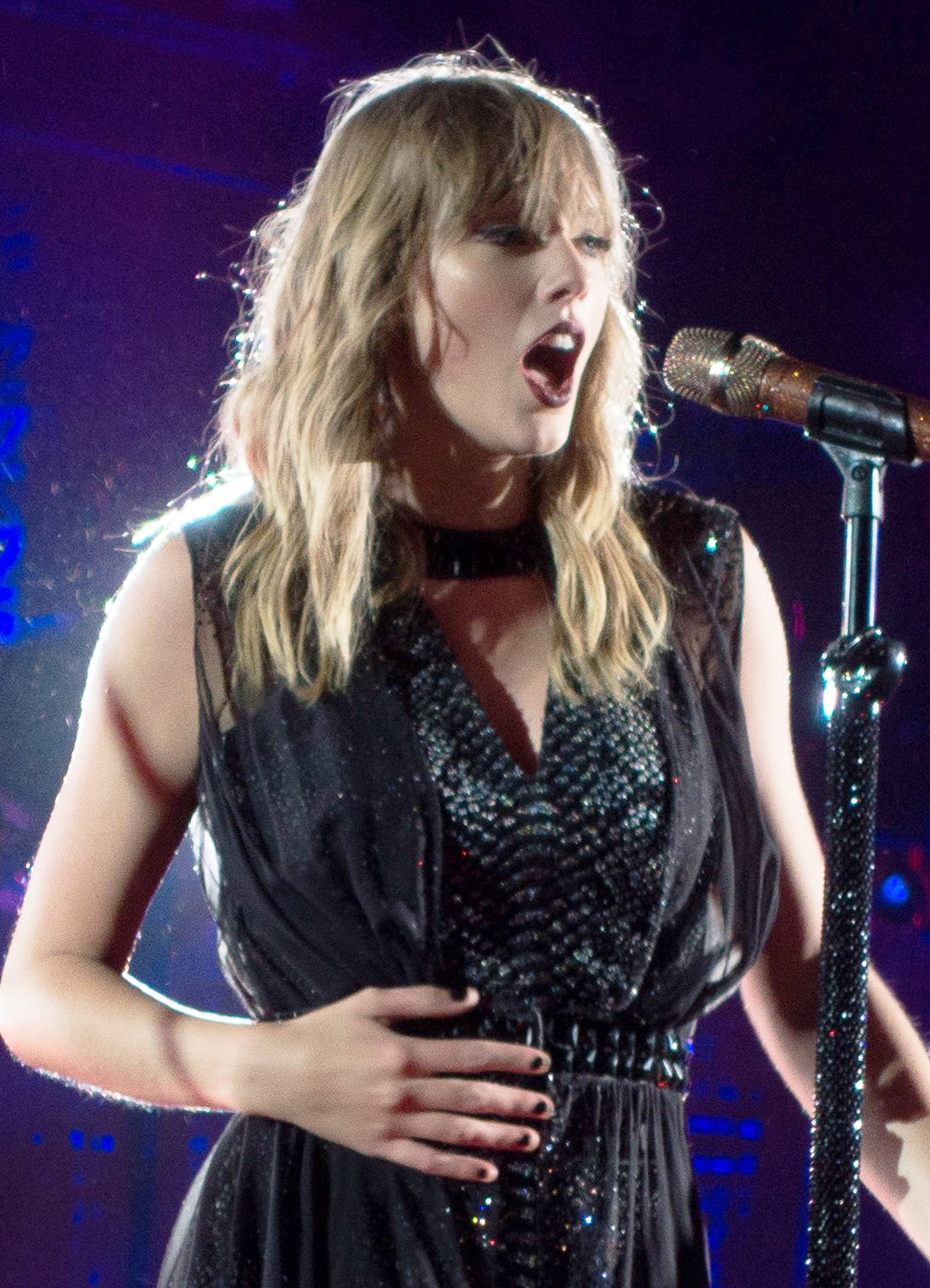
Taylor Swift ha ottenuto la sua prima numero uno negli Stati Uniti con We Are Never Ever Getting Back Together, che è rimasta alla prima posizione per 3 settimane non consecutive.

## Hot 100
| † | Indica la canzone con le migliori prestazioni del 2012 |

| Data         | Brano                                   | Artista                     | Totale settimane al numero 1 | Fonti  |
| ------------ | --------------------------------------- | --------------------------- | ---------------------------- | ------ |
| 7 gennaio    | Sexy and I Know It                      | LMFAO                       | 2                            | [ 9 ]  |
| 14 gennaio   | Sexy and I Know It                      | LMFAO                       | 2                            | [ 10 ] |
| 21 gennaio   | We Found Love                           | Rihanna feat. Calvin Harris | 10                           | [ 11 ] |
| 28 gennaio   | We Found Love                           | Rihanna feat. Calvin Harris | 10                           | [ 12 ] |
| 4 febbraio   | Set Fire to the Rain                    | Adele                       | 2                            | [ 13 ] |
| 11 febbraio  | Set Fire to the Rain                    | Adele                       | 2                            | [ 14 ] |
| 18 febbraio  | Stronger (What Doesn't Kill You)        | Kelly Clarkson              | 3                            | [ 15 ] |
| 25 febbraio  | Stronger (What Doesn't Kill You)        | Kelly Clarkson              | 3                            | [ 16 ] |
| 3 marzo      | Part Of Me                              | Katy Perry                  | 1                            | [ 17 ] |
| 10 marzo     | Stronger (What Doesn't Kill You)        | Kelly Clarkson              | 3                            | [ 18 ] |
| 17 marzo     | We Are Young                            | fun. feat. Janelle Monáe    | 6                            | [ 19 ] |
| 24 marzo     | We Are Young                            | fun. feat. Janelle Monáe    | 6                            | [ 20 ] |
| 31 marzo     | We Are Young                            | fun. feat. Janelle Monáe    | 6                            | [ 21 ] |
| 7 aprile     | We Are Young                            | fun. feat. Janelle Monáe    | 6                            | [ 22 ] |
| 14 aprile    | We Are Young                            | fun. feat. Janelle Monáe    | 6                            | [ 23 ] |
| 21 aprile    | We Are Young                            | fun. feat. Janelle Monáe    | 6                            | [ 24 ] |
| 28 aprile    | Somebody That I Used to Know †          | Gotye feat. Kimbra          | 8                            | [ 25 ] |
| 5 maggio     | Somebody That I Used to Know †          | Gotye feat. Kimbra          | 8                            | [ 26 ] |
| 12 maggio    | Somebody That I Used to Know †          | Gotye feat. Kimbra          | 8                            | [ 27 ] |
| 19 maggio    | Somebody That I Used to Know †          | Gotye feat. Kimbra          | 8                            | [ 28 ] |
| 26 maggio    | Somebody That I Used to Know †          | Gotye feat. Kimbra          | 8                            | [ 29 ] |
| 2 giugno     | Somebody That I Used to Know †          | Gotye feat. Kimbra          | 8                            | [ 30 ] |
| 9 giugno     | Somebody That I Used to Know †          | Gotye feat. Kimbra          | 8                            | [ 31 ] |
| 16 giugno    | Somebody That I Used to Know †          | Gotye feat. Kimbra          | 8                            | [ 32 ] |
| 23 giugno    | Call Me Maybe                           | Carly Rae Jepsen            | 9                            | [ 33 ] |
| 30 giugno    | Call Me Maybe                           | Carly Rae Jepsen            | 9                            | [ 34 ] |
| 7 luglio     | Call Me Maybe                           | Carly Rae Jepsen            | 9                            | [ 35 ] |
| 14 luglio    | Call Me Maybe                           | Carly Rae Jepsen            | 9                            | [ 36 ] |
| 21 luglio    | Call Me Maybe                           | Carly Rae Jepsen            | 9                            | [ 37 ] |
| 28 luglio    | Call Me Maybe                           | Carly Rae Jepsen            | 9                            | [ 38 ] |
| 4 agosto     | Call Me Maybe                           | Carly Rae Jepsen            | 9                            | [ 39 ] |
| 11 agosto    | Call Me Maybe                           | Carly Rae Jepsen            | 9                            | [ 40 ] |
| 18 agosto    | Call Me Maybe                           | Carly Rae Jepsen            | 9                            | [ 41 ] |
| 25 agosto    | Whistle                                 | Flo Rida                    | 2                            | [ 42 ] |
| 1º settembre | We Are Never Ever Getting Back Together | Taylor Swift                | 3                            | [ 43 ] |
| 8 settembre  | We Are Never Ever Getting Back Together | Taylor Swift                | 3                            | [ 44 ] |
| 15 settembre | Whistle                                 | Flo Rida                    | 2                            | [ 45 ] |
| 22 settembre | We Are Never Ever Getting Back Together | Taylor Swift                | 3                            | [ 46 ] |
| 29 settembre | One More Night                          | Maroon 5                    | 9                            | [ 47 ] |
| 6 ottobre    | One More Night                          | Maroon 5                    | 9                            | [ 48 ] |
| 13 ottobre   | One More Night                          | Maroon 5                    | 9                            | [ 49 ] |
| 20 ottobre   | One More Night                          | Maroon 5                    | 9                            | [ 50 ] |
| 27 ottobre   | One More Night                          | Maroon 5                    | 9                            | [ 51 ] |
| 3 novembre   | One More Night                          | Maroon 5                    | 9                            | [ 52 ] |
| 10 novembre  | One More Night                          | Maroon 5                    | 9                            | [ 53 ] |
| 17 novembre  | One More Night                          | Maroon 5                    | 9                            | [ 54 ] |
| 24 novembre  | One More Night                          | Maroon 5                    | 9                            | [ 55 ] |
| 1º dicembre  | Diamonds                                | Rihanna                     | 3                            | [ 56 ] |
| 8 dicembre   | Diamonds                                | Rihanna                     | 3                            | [ 57 ] |
| 15 dicembre  | Diamonds                                | Rihanna                     | 3                            | [ 58 ] |
| 22 dicembre  | Locked Out of Heaven                    | Bruno Mars                  | 6                            | [ 59 ] |
| 29 dicembre  | Locked Out of Heaven                    | Bruno Mars                  | 6                            | [ 60 ] |

Note:
1. ↑  Ha raggiunto il numero uno anche nel 2011
2. ↑  Ha raggiunto il numero uno anche nel 2013

## Riferimenti
- Billboard
- Billboard Hot 100